# Peparen
Peparen est une île norvégienne du comté de Vestland appartenant administrativement à Etne.

## Description
Couverte d'arbres, elle s'étend sur environ 96 m de longueur pour une largeur approximative de 58 m. Une passerelle en bois la relie à Skånevik.